# ジェファーソンデイビス郡 (ミシシッピ州)
ジェファーソンデイビス郡（英: Jefferson Davis County）は、アメリカ合衆国ミシシッピ州の南部に位置する郡である。2010年国勢調査での人口は12,487人であり、2000年の13,962人から10.6%減少した。郡庁所在地はプレンティス町（人口1,081人）であり、同郡で人口最大の町でもある。郡名はミシシッピ州選出アメリカ合衆国上院議員、アメリカ連合国大統領を務めたジェファーソン・デイヴィスに因んで名付けられた。1906年3月にコビントン郡とローレンス郡の一部を合わせて設立された。同年3月9日、州知事ジェイムズ・K・バーダマンが郡設立法案に署名した。

## 地理
アメリカ合衆国国勢調査局に拠れば、郡域全面積は409.10平方マイル (1,059.6 km2)であり、このうち陸地408.41平方マイル (1,057.8 km2)、水域は0.70平方マイル (1.8 km2)で水域率は0.17%である。

### 主要高規格道路
- アメリカ国道84号線
- ミシシッピ州道13号線
- ミシシッピ州道35号線
- ミシシッピ州道42号線
- ミシシッピ州道43号線

### 隣接する郡
- シンプソン郡 - 北
- コビントン郡 - 東
- ラマー郡 - 南東
- マリオン郡 - 南
- ローレンス郡 - 西

## 人口動態
以下は2000年の国勢調査による人口統計データである。
| 基礎データ - 人口: 13,962人 - 世帯数: 5,177 世帯 - 家族数: 3,768 家族 - 人口密度: 13人/km2（34人/mi2） - 住居数: 5,891軒 - 住居密度: 6軒/km2（14軒/mi2） 人種別人口構成 - 白人: 41.66% - アフリカン・アメリカン: 57.38% - ネイティブ・アメリカン: 0.14% - アジア人: 0.18% - 太平洋諸島系: 0.01% - その他の人種: 0.08% - 混血: 0.57% - ヒスパニック・ラテン系: 0.77% | 年齢別人口構成 - 18歳未満: 28.4% - 18-24歳: 9.9% - 25-44歳: 25.4% - 45-64歳: 22.5% - 65歳以上: 13.8% - 年齢の中央値: 40歳 - 性比（女性100人あたり男性の人口） - 総人口: 89.9 - 18歳以上: 84.7 世帯と家族（対世帯数） - 18歳未満の子供がいる: 32.9% - 結婚・同居している夫婦: 45.7% - 未婚・離婚・死別女性が世帯主: 21.6% - 非家族世帯: 27.2% - 単身世帯: 25.0% - 65歳以上の老人1人暮らし: 11.9% - 平均構成人数 - 世帯: 2.68人 - 家族: 3.20人 | 収入と家計 - 収入の中央値 - 世帯: 21,834米ドル - 家族: 27,594米ドル - 性別 - 男性: 23,942米ドル - 女性: 16,510米ドル - 人口1人あたり収入: 11,974米ドル - 貧困線以下 - 対人口: 28.2% - 対家族数: 23.2% - 18歳未満: 38.7% - 65歳以上: 24.5% |

## 都市と町

### 町
- バスフィールド
- プレンティス - 郡庁所在地

### 未編入の町
- カーソン
- オークベイル（一部はローレンス郡）